# Józef Korneliusz O’Rourke

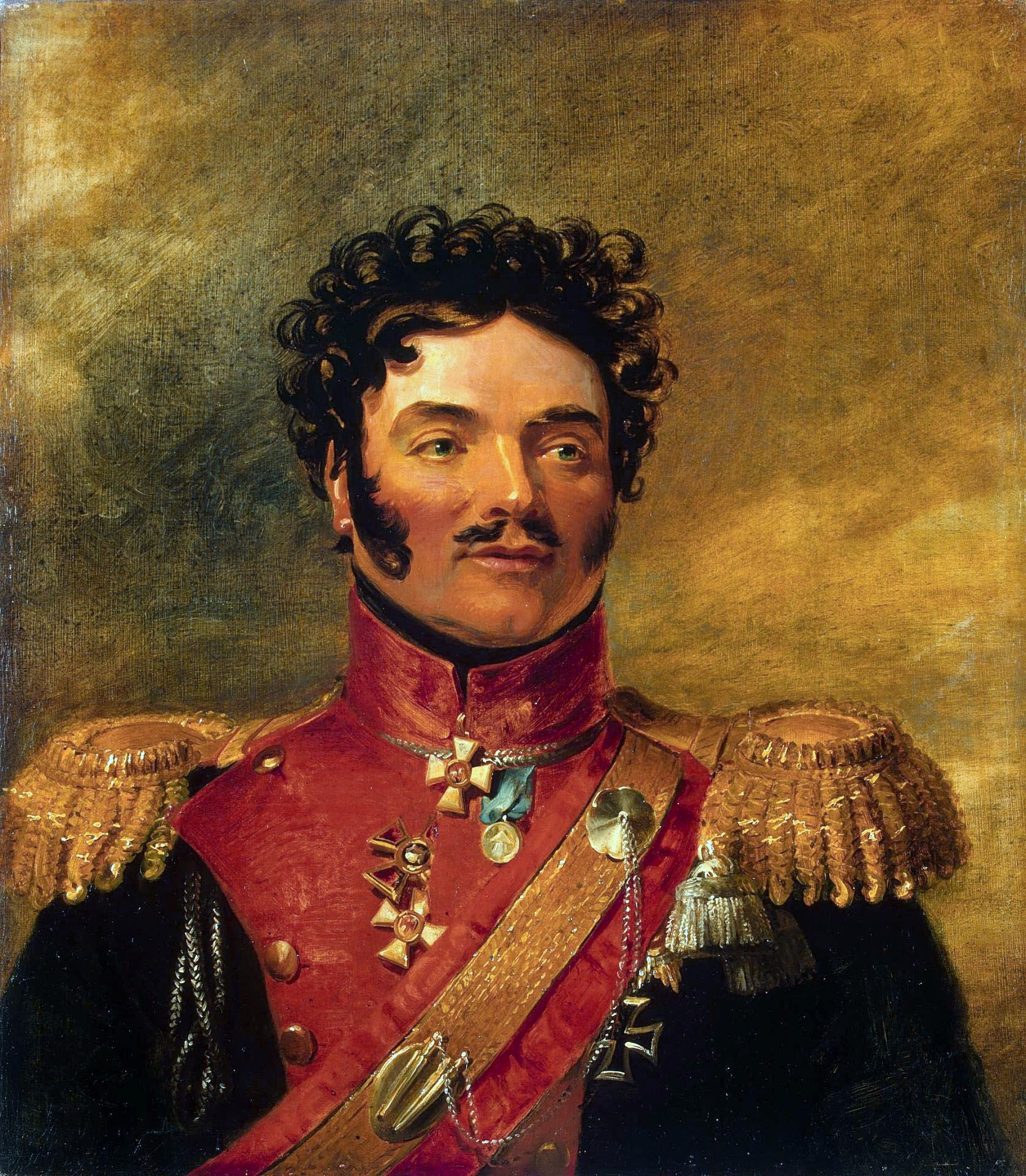
Gen. Józef Korneliusz O'Rourke (mal. George Dawe)

Józef Korneliusz O’Rourke (ur. 1772 w Dorpacie, zm. 1849 w majątku Wsielub) – rosyjski wojskowy i polityk, dowódca wojskowy okresu wojen napoleońskich.
Józef Korneliusz urodził się w 1772. Wstąpił do armii Imperium Rosyjskiego i jego pierwszą akcją militarną był udział w drugiej bitwie o Zurych przeciwko armii francuskiej. Później O’Rourke stworzył i wyekwipował swój prywatny pułk i udał się do Serbii, by walczyć tam przeciw Turkom. Decydujące zwycięstwo odniósł pod Warwarinem.
O’Rourke zakończył karierę wojskową w stopniu generała dywizji. Osiadł w swoim majątku Wsielub niedaleko Nowogródka i zmarł w 1849.
Był żonaty z Amelią Piławską, córką Felicjana, ostatniego starosty Łucka. Najstarszym jego synem był Aleksander Patryk, a wnukiem Karol Marian O’Rourke. Najmłodszym synem był Michał Łazarz, którego synem był późniejszy biskup gdański Edward O’Rourke.